# Séisme du 5 février 62 à Pompéi

L'Italie entre la plaque tectonique africaine et européenne.

Le tremblement de terre de Pompéi est survenu le 5 février 62. Il avait une amplitude estimée entre 5 et 6 et un maximum d'intensité de IX ou X sur l'échelle d'intensité de Mercalli. Les villes de Pompéi et Herculanum ont été gravement endommagées. Le tremblement de terre pourrait avoir été un précurseur de l'éruption du Vésuve de 79, qui a détruit les deux mêmes villes. Le philosophe contemporain et dramaturge Sénèque le Jeune, écrivit un récit du tremblement de terre dans le sixième livre de son Naturales quaestiones, le droit De Terrae Motu (« Concernant les Tremblements de terre »).

## Cadre géologique
L'épicentre du séisme se situe dans une zone active de failles d'expansion à proximité du flanc sud du Vésuve. L'analyse des mécanismes au foyer de la zone du Vésuve implique une partie de la zone d'extension active qui s'étend sur toute la longueur de l'Apennin , associée à la poursuite de l'ouverture de la Mer Tyrrhénienne. Une association entre les tremblements de terre dans le centre des Apennins et les éruptions du Vésuve a été évoquée, mais n'est pas encore prouvée.

## Caractéristiques
L'ampleur des dégâts a servi pour estimer l'ampleur du tremblement de terre. Les estimations se situent dans la fourchette de 5 à 6.1. Le maximum de l'intensité est estimée à l'échelle de IX, X, la zone de plus forte intensité se situant sur l'axe ONO-ESE. Les secousses ont continué pendant plusieurs jours, vraisemblablement, une séquence de répliques. L'hypocentre se situe à une profondeur estimée à 5–6 km.

## Dommages
Les villes de Pompéi et d'Herculanum ont subi de gros dégâts ; des dommages aux bâtiments ont également été signalés à Naples et Nuceria. Sénèque rapporte la mort d'un troupeau de 600 moutons qu'il attribue aux effets des gaz toxiques.

## Suite
Les dommages causés par le séisme ont été en grande partie réparés à Pompéi et Herculanum, avant l'éruption de l'an 79. Des bas-reliefs, probablement issus du lararium de la maison de Lucius Caecilius Iucundus, à Pompéi, sont interprétés comme représentant les effets du séisme sur les édifices, comme le Temple de Jupiter, l'Aquarium de César, et la Porte du Vésuve.
Le tremblement de terre a conduit le philosophe romain, homme d'état et dramaturge Sénèque le Jeune à consacrer le sixième livre de son Naturales quaestiones au sujet des tremblements de terre, à la description de l'événement du 5 février et en donnant comme cause des tremblements de terre le mouvement de l'air.